# تکریت (عکار)
تکریت (به عربی: تکریت) یک منطقهٔ مسکونی در لبنان است که در شهرستان عکار واقع شده‌است. تکریت ۵٫۶۵ کیلومتر مربع مساحت و ۴٬۰۶۹ نفر جمعیت دارد و ۵۴۰ متر بالاتر از سطح دریا واقع شده‌است.